# Collectie Goetz

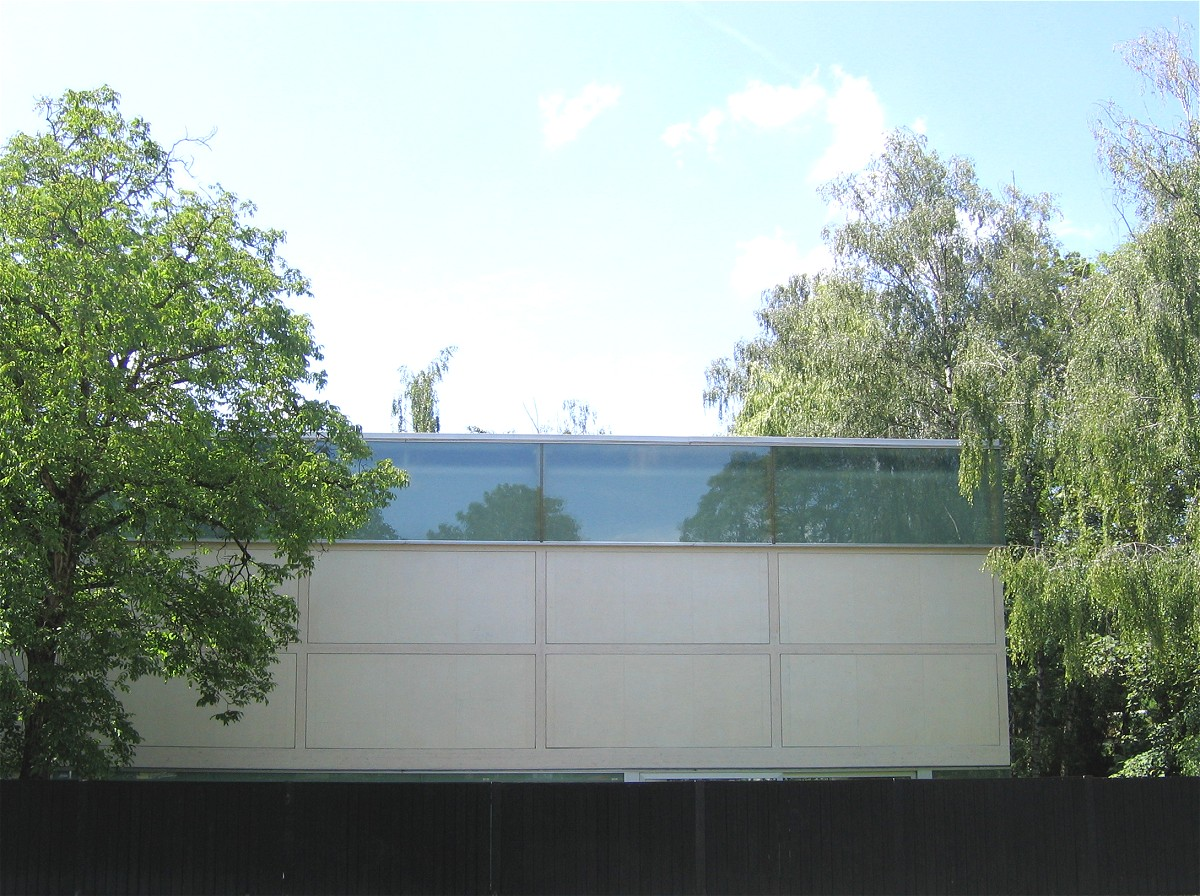
Sammlung Goetz

De Collectie Goetz is een verzameling van hedendaagse beeldende kunst en sinds 1993 ondergebracht in een museale ruimte genoemd Sammlung Goetz te München.

## Situering
De kunstverzameling werd bijeengebracht door de Münchense verzamelaarster Ingvild Goetz en is tegenwoordig ondergebracht in een museum in het Münchense stadsdeel Oberföhring. Voorheen lag het zwaartepunt van de collectie op arte povera uit de jaren 60 van de 20ste eeuw. Later werd de collectie uitgebreid met beeldend werk van jonge kunstenaars uit de Verenigde Staten en het Verenigd Koninkrijk. Ten slotte kwam er een afdeling multimediakunst bij.
In het museum is een bibliotheek van ongeveer zesduizend werken aanwezig die thematisch gericht is op de kunst van de tweede helft van de 20e eeuw. Het bestand omvat naast kunstenaarsmonografieën van alle in de collectie aanwezige kunstenaars ook tentoonstellingscatalogi van alle belangrijke internationale kunsttentoonstellingen gedurende de drie laatste decennia van de 20e eeuw. Daarnaast bezit de bibliotheek ook bestandscatalogi van musea, galerieën en kunstverzamelingen en een keuze uit het aanbod van kunsttijdschriften.
In 1993 werd de collectie gehuisvest in een nieuw tentoonstellingsgebouw, ontworpen door het architectenbureau Herzog & de Meuron. De collectie is alleen op afspraak te bezichtigen.